# Gorenje pri Zrečah
Gorenje pri Zrečah este o localitate din comuna Zreče, Slovenia, cu o populație de 114 locuitori.